# Yuya Sano
Yuya Sano (佐野 裕哉 Sano Yuya?), född 22 april 1982 i Shizuoka prefektur, är en japansk fotbollsspelare.
Sano började sin karriär 2001 i Tokyo Verdy. Efter Tokyo Verdy spelade han för Shonan Bellmare, V-Varen Nagasaki, Giravanz Kitakyushu, SC Sagamihara, Maruyasu Okazaki och J.FC Miyazaki.